# Peter Rosegger
Peter Rosegger, född den 31 juli 1843 i Alpl i Steiermark, Kejsardömet Österrike, död den 26 juni 1918 i Krieglach i Steiermark, var en österrikisk författare som bland annat skrev under pseudonymerna Petri Kettenfeier och Hans Malser. Sitt egentliga namn Roßegger (Rossegger) ändrade han till Rosegger.

## Biografi

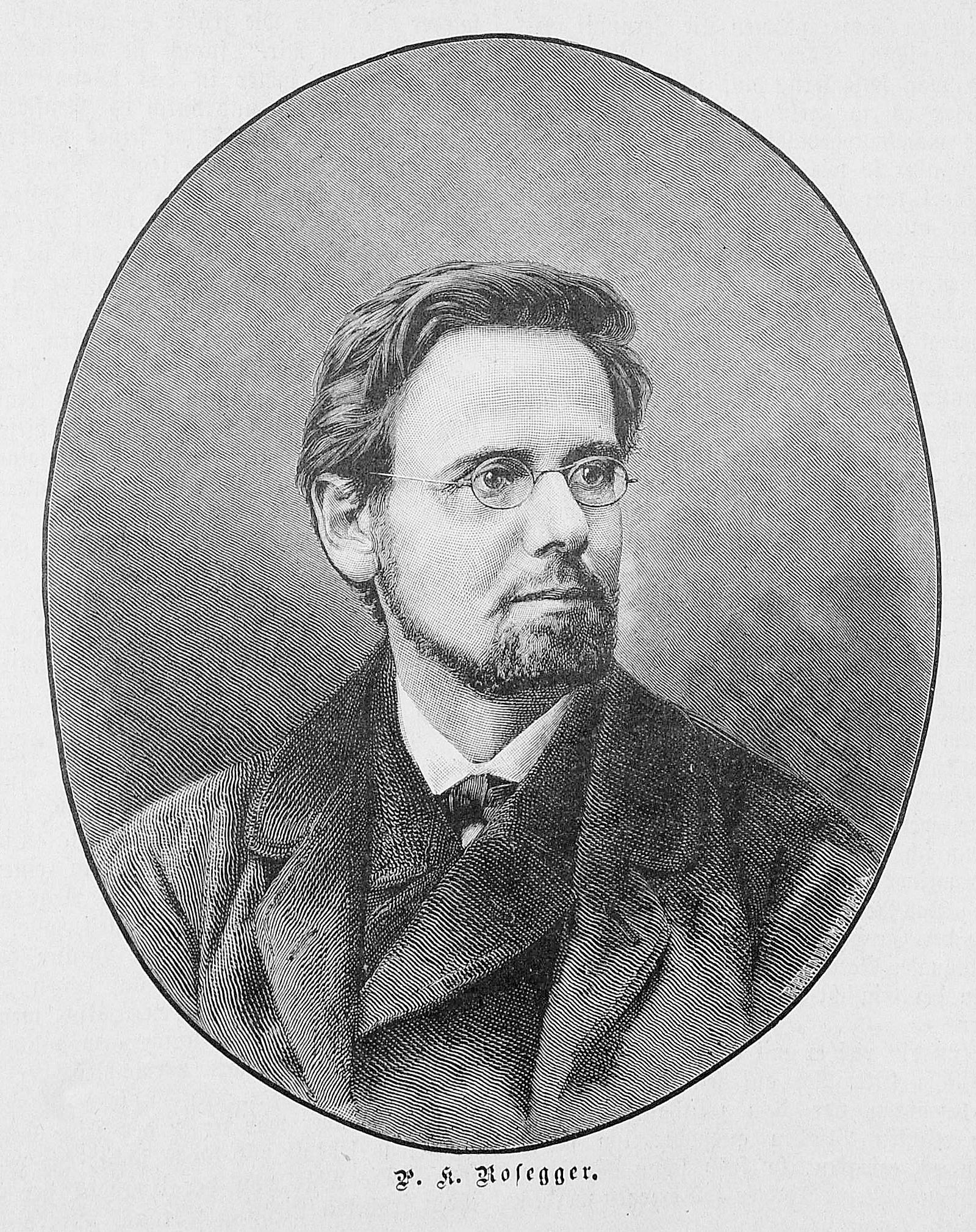
Peter Rosegger.

Rosegger växte upp på landet som son till en lantbrukare. Han fick mycket liten skolgång av en ambulerande lärare och eftersom han hade klen fysik fick han gå i lära hos en skräddare. Han studerade emellertid på egen hand och började skriva stycken som publicerades i en tidning i Graz. Där fick han även en rik fabriksägare som mentor och efter vissa studier började han skriva böcker. Han var produktiv och är fortfarande välkänd i Österrike och särskilt i Steiermark.
Ett flertal av hans verk översattes till svenska och på 1980-talet gick i svensk television TV-serien Peter från Alpskogen, som handlar om Roseggers uppväxt. Serien visades som barnprogram och var dubbad till svenska.
Roseggers hemort ligger i distriktet Mürzzuschlag, där även nobelpristagaren Elfriede Jelinek är född.

## Utmärkelser
Asteroiden 7583 Rosegger är uppkallad efter honom.